# Drum național 24
Der Drum național 24 (rumänisch für „Nationalstraße 24“, kurz DN24) ist eine Hauptstraße in Rumänien. Die Straße bildet in ihrem südlichen Abschnitt zugleich einen Teil der Europastraße 581 und im äußersten Norden einen Teil der Europastraße 58.

## Verlauf
Die Straße zweigt südlich von Mărășești, das rund 20 km nördlich von Focșani liegt, wo sie vom Drum național 2 nach Osten abzweigt. Sie überquert den Fluss Sereth, umgeht die Stadt Tecuci, trifft an deren Nordrand auf den Drum național 23 und verläuft weiter nach Nordosten parallel zum Fluss Bârlad. Südlich der Stadt Bârlad münden von Süden der Drum național 24D und von Westen der Drum național 11A ein, nördlich von Bârlad zweigt nach Osten der Drum național 24A ab. Bei dem Dorf Crasna teilt sich die Straße; der Drum național 24B (zugleich Fortsetzung der Europastraße 581) führt zur Grenze zur Republik Moldau, während der DN24 nach Norden zur Kreishauptstadt Vaslui verläuft. Dort münden der von Westen kommende Drum național 2F und von Nordwesten der Drum național 15D ein. Die Straße folgt dem Fluss Vaslui weiter nach Norden und erreicht schließlich die Kreishauptstadt Iași, in der sie den Drum național 28 (nach Westen Europastraße 583) kreuzt. Der DN24 verläuft, nunmehr zugleich als Europastraße 58, weiter nach Norden, trennt sich bei dem Dorf Vânători von dem weiter nach Norden verlaufenden Drum național 24D und führt weiter nach Nordosten zu dem die Grenze zur Republik Moldau bildenden Pruth, den sie in dem Grenzort Sculeni überschreitet. Auf moldauischer Seite, in Sculeni, hat sie Anschluss an die moldauische Nationalstraße R1 nach Chișinău.
Die Länge der Straße beträgt rund 218 km.